# Вилчеле (Горж)
Вилчеле (рум. Vâlcele) — село у повіті Горж в Румунії. Адміністративно підпорядковане місту Тісмана.
Село розташоване на відстані 256 км на захід від Бухареста, 23 км на захід від Тиргу-Жіу, 107 км на північний захід від Крайови.

## Населення
За даними перепису населення 2002 року у селі проживали 340 осіб, усі — румуни. Усі жителі села рідною мовою назвали румунську.